# Hondryches problematica
Hondryches problematica là một loài bướm đêm trong họ Noctuidae.